# Severojižní dálnice (Vietnam)
Severojižní dálnice je jedna z vietnamských dálnic, která je ve výstavbě. Po dokončení by měla mít délku 2063 km. Stavba má být dokončena v roce 2025. V červnu 2023 bylo dokončeno 993 km dálnice. Dálnice má vést přes tyto provincie: Hanoi, Ha Nam, Nam Dinh, Ninh Binh, Thanh Hoa, Nghe An, Ha Tinh, Quang Binh, Quang Tri, Hue, Da Nang, Quang Nam, Quang Ngai, Binh Dinh, Phu Yen, Khanh Hoa, Ninh Thuan, Binh Thuan, Dong Nai, Ho Chi Minh City, Long An, Tien Giang a Can Tho. Celkové náklady jsou 18,5 miliardy USD. Je plánováno postavit vysokorychlostní trať, která má podél této dálnice vést.